# Семёнов Омут
Семёнов Омут — упразднённое село в Хабарском районе Алтайского края России. Располагалось на территории современного Зятьково-Реченского сельсовета. Точная дата упразднения не установлена.

## География
Располагалось в 12 км к северо-востоку от села Зятькова Речка.

## История
Основано в 1912 году. В 1928 г. поселок Семёнов Омут состоял из 39 хозяйств. В составе Акуевского сельсовета Хабаровского района Славгородского округа Сибирского края.

## Население
В 1926 г. в посёлке проживало 217 человек (112 мужчин и 105 женщин), основное население — украинцы.